# Gerhard Sommer (SS-Mitglied)
Gerhard Sommer (* 24. Juni 1921 in Hamburg; † 2019 ebenda) war ein deutscher SS-Untersturmführer der 16. SS-Panzergrenadier-Division „Reichsführer SS“, der an einem Massaker in dem italienischen Dorf Sant’Anna di Stazzema beteiligt war. Er und neun weitere Offiziere der Waffen-SS wurden wegen ihrer begangenen Kriegsverbrechen im Zweiten Weltkrieg in Italien zu lebenslanger Haft verurteilt.

## Frühes Leben
Sommer trat nach seinem zwölften Geburtstag im Juli 1933 in die Hitlerjugend ein und erreichte den Dienstgrad eines Jungzugführers im Deutschen Jungvolk. Am 1. September 1939 trat er 18-jährig in die NSDAP (Mitgliedsnummer 7.111.565) ein und wurde anschließend am 23. Oktober desselben Jahres als einfacher Soldat in die Waffen-SS (SS-Nr. 474.378) aufgenommen.

## Militär
In der SS-Division „Leibstandarte SS Adolf Hitler“ war er an den Fronten im Westen, auf dem Balkan und in der Ukraine eingesetzt. Dort wurde er zweimal verwundet und erhielt das Eiserne Kreuz 2. Klasse. Im November 1942 trat er aus der evangelischen Kirche aus. 1943 bewarb er sich als SS-Reserve-Führer. Nach einer Ausbildung in Proschnitz wurde er am 30. Januar 1944 zum SS-Untersturmführer befördert. Zunächst als Zugführer, dann als Kompaniechef gehörte er der 7. Kompanie des II. Bataillons/SS-Panzergrenadier-Regiment 35 der 16. SS-Panzergrenadier-Division „Reichsführer SS“ an. Dieses Bataillon war für das Massaker von Sant’Anna di Stazzema mit etwa 560 ermordeten Zivilisten verantwortlich. Am 19. August 1944 erhielt er das Eiserne Kreuz I. Klasse. Bei Kriegsende gehörte er der 23. SS-Freiwilligen-Panzergrenadier-Division „Nederland“ an.

## Späte juristische Aufarbeitung

### Urteil in Italien
Am 22. Juni 2005 wurde Sommer zusammen mit neun weiteren Angeklagten von einem italienischen Militärgericht in La Spezia des „fortgesetzten Mordes mit besonderer Grausamkeit“ an Einwohnern des Bergdorfes Sant’Anna di Stazzema schuldig gesprochen und zu lebenslanger Haft und Entschädigungszahlungen verurteilt. Verurteilt wurden neben Sommer Werner Bruß, Karl Gropler, Alfred Schöneberg, Heinrich Schendel, Ludwig Heinrich Sonntag, Georg Rauch, Ludwig Göring und Alfred Mathias Concina. Sommer war der ranghöchste verurteilte Waffen-SS-Offizier und bekannte sich nie zu seiner Schuld.
Etliche Verurteilte legten Revision ein, das Urteil wurde jedoch 2006 von einem Militärgericht in Rom bestätigt. Am 8. November 2007 bestätigte der italienische Kassationsgerichtshof in Rom die lebenslangen Haftstrafen für Gerhard Sommer.

### Ermittlungen in Deutschland
2002 wurden Ermittlungen in Deutschland aufgenommen, zu einer Anklage kam es jedoch nicht. Ende September 2012 wurde das Verfahren eingestellt. Am 5. August 2014 hob das Oberlandesgericht (OLG) Karlsruhe den Einstellungsbeschluss der Staatsanwaltschaft Stuttgart im Fall Sommers auf. Damit konnte die Hamburger Staatsanwaltschaft Anklage gegen Sommer erheben. Im Mai 2015 stellte sie das Ermittlungsverfahren ein, da der Beschuldigte zwar „mit hoher Wahrscheinlichkeit wegen grausamen und aus niedrigen Beweggründen begangenen Mordes in 342 Fällen anzuklagen wäre“, er allerdings aufgrund einer tiefgreifenden Demenzerkrankung dauerhaft verhandlungsunfähig ist.

## Leben nach dem Weltkrieg
Sommer führte 40 Jahre lang mit seinem Stiefbruder die Geschäfte der Maschinenexportfirma seines Vaters, gründete eine Familie und hat drei Kinder. 2006 demonstrierten 70 Personen im Rahmen eines bundesweiten Aktionstag zu dem Massaker von Sant’Anna di Stazzema vor seinem Altersheim. Bis zu seinem Tod 2019 lebte er in einem Altenheim in Hamburg, genannt „Sommerresidenz“.